# Zilveren medaille voor moed en trouw
Op 10 maart 1835 stelde de Gouverneur-generaal van Nederlands-Indië, jhr. Jean Chrétien Baud in een Oost-Indisch Besluit een zilveren medaille voor moed in opdat deze aan de Ambonese sergeant De Longa, een zwaargewonde en daardoor invalide veteraan van de gevechten aan Sumatra's westkust kon worden toegekend. Bij de medaille hoorde een zilveren draaglint.Op de medaille stonden de woorden "VOOR MOED EN TROUW". Eerder stelde Koning Willem I der Nederlanden in een Koninklijk Besluit een uit stof vervaardigd Ereteken voor de Affaire van Lobenar en een dito Beloning voor Betoonde Dapperheid in het Cheribonse  in.
 Op 10 maart 1831 en 22 november 1828 had de Nederlandse vorst in Koninklijke Besluiten gouden en zilveren medailles, kennelijk zonder draaglint, ingesteld voor daden die de Europeanen die zij aan zij met de "Indianen" vochten een Militaire Willems-Orde opleverden.Deze eerdere decoraties kan men tot de erepenningen rekenen. 
De koning was niet te vinden voor het verlenen van ridderorden en medailles aan inlanders. Deze zouden niet bij de kleding en de cultuur passen. De koning koos in voorkomende gevallen voor geschenken, krissen, een gepaste geldsom of de in 1818 ingestelde erepenningen. Een ereteken van textiel op het uniform was wél bespreekbaar.
 Onderscheidingen voor inlandse militairen deden pas hun intrede met de Ruit van Bonjol. Pas in de 20e eeuw werd door Europeanen en Indiërs getoonde dapperheid op gelijke wijze beloond.